# Episodi di Airwolf (quarta stagione)
La quarta stagione della serie televisiva Airwolf è stata trasmessa negli Stati Uniti per la prima volta dall'emittente USA dal 23 gennaio al 7 agosto 1987 ed è composta da 24 episodi.
In Italia non è mai stata trasmessa.
| nº | Titolo originale        | Titolo italiano | Prima TV USA     | Prima TV Italia |
| -- | ----------------------- | --------------- | ---------------- | --------------- |
| 1  | Blackjack               | –               | 23 gennaio 1987  | –               |
| 2  | Escape                  | –               | 30 gennaio 1987  | –               |
| 3  | A Town for Hire         | –               | 6 febbraio 1987  | –               |
| 4  | Salvage                 | –               | 13 febbraio 1987 | –               |
| 5  | Windows                 | –               | 20 febbraio 1987 | –               |
| 6  | A Piece of Cake         | –               | 27 febbraio 1987 | –               |
| 7  | Deathtrain              | –               | 6 marzo 1987     | –               |
| 8  | Code of Silence         | –               | 13 marzo 1987    | –               |
| 9  | Stavograd: Part 1       | –               | 20 marzo 1987    | –               |
| 10 | Stavograd: Part 2       | –               | 27 marzo 1987    | –               |
| 11 | Mime Troupe             | –               | 3 aprile 1987    | –               |
| 12 | X-Virus                 | –               | 10 aprile 1987   | –               |
| 13 | Rogue Warrior           | –               | 24 aprile 1987   | –               |
| 14 | Ground Zero             | –               | 1 maggio 1987    | –               |
| 15 | Flowers of the Mountain | –               | 8 maggio 1987    | –               |
| 16 | The Key                 | –               | 15 maggio 1987   | –               |
| 17 | On the Double           | –               | 22 maggio 1987   | –               |
| 18 | Storm Warning           | –               | 29 maggio 1987   | –               |
| 19 | The Golden One          | –               | 3 luglio 1987    | –               |
| 20 | The Puppet Master       | –               | 10 luglio 1987   | –               |
| 21 | Malduke                 | –               | 17 luglio 1987   | –               |
| 23 | Poppy Chain             | –               | 24 luglio 1987   | –               |
| 23 | Flying Home             | –               | 31 luglio 1987   | –               |
| 24 | Welcome to Paradise     | –               | 7 agosto 1987    | –               |